# Moscou Skate 1985
 (octobre 2024).
Si vous disposez d'ouvrages ou d'articles de référence ou si vous connaissez des sites web de qualité traitant du thème abordé ici, merci de compléter l'article en donnant les références utiles à sa vérifiabilité et en les liant à la section « Notes et références ».
Navigation
Édition précédente Édition suivante
Le Moscou Skate (Moscow Skate en anglais, Moskovskie konki en russe) est une compétition internationale de patinage artistique qui se déroulait en URSS au cours de l'automne. Il accueillait des patineurs amateurs de niveau senior dans quatre catégories: simple messieurs, simple dames, couple artistique et danse sur glace. Le Moscou Skate est l'ancien nom de la Coupe de Russie.
Le vingtième Moscou Skate est organisé du 4 au 8 décembre 1985 à Moscou.

## Résultats

### Messieurs
| Rang | Nom                | Pays               | Points | Fig. impo. | Prog. court | Prog. libre |
| ---- | ------------------ | ------------------ | ------ | ---------- | ----------- | ----------- |
| 1    | Alexandre Fadeïev  | Union soviétique   |        |            |             |             |
| 2    | Vladimir Kotin     | Union soviétique   |        |            |             |             |
| 3    | Vitali Egorov      | Union soviétique   |        |            |             |             |
| 4    | Christopher Bowman | États-Unis         |        |            |             |             |
| 5    | Leonid Kaznakov    | Union soviétique   |        |            |             |             |
| 6    | Gurgen Vardanjan   | Union soviétique   |        |            |             |             |
| 7    | Falko Kirsten      | Allemagne de l'Est |        |            |             |             |
| 8    | Ralf Lewandowski   | Allemagne de l'Est |        |            |             |             |
| 9    | Dmitri Gromov      | Union soviétique   |        |            |             |             |
| 10   | Andrei Torosian    | Union soviétique   |        |            |             |             |
| 11   |                    |                    |        |            |             |             |
| 12   | Jaimee Eggleton    | Canada             |        |            |             |             |
| 13   |                    |                    |        |            |             |             |
| 14   |                    |                    |        |            |             |             |
| 15   |                    |                    |        |            |             |             |
| 16   |                    |                    |        |            |             |             |
| 17   |                    |                    |        |            |             |             |
| 18   |                    |                    |        |            |             |             |
| 19   | Stephen Carr       | Australie          |        |            |             |             |
| ...  |                    |                    |        |            |             |             |

### Dames
| Rang | Nom                 | Pays                 | Points | Fig. impo. | Prog. court | Prog. libre |
| ---- | ------------------- | -------------------- | ------ | ---------- | ----------- | ----------- |
| 1    | Caryn Kadavy        | États-Unis           |        |            |             |             |
| 2    | Anna Kondrashova    | Union soviétique     |        |            |             |             |
| 3    | Natalia Lebedeva    | Union soviétique     |        |            |             |             |
| 4    | Tracey Wainman      | Canada               |        |            |             |             |
| 5    | Inna Krundysheva    | Union soviétique     |        |            |             |             |
| 6    | Nathalie Sasseville | Canada               |        |            |             |             |
| 7    | Larisa Zamotina     | Union soviétique     |        |            |             |             |
| 8    | Ingrid Karl         | Allemagne de l'Ouest |        |            |             |             |
| 9    | Parthena Sarafidis  | Autriche             |        |            |             |             |
| 10   | Tamara Teglassy     | Hongrie              |        |            |             |             |
| 11   |                     |                      |        |            |             |             |
| 12   |                     |                      |        |            |             |             |
| 13   | Joanna O'Sullivan   | Australie            |        |            |             |             |
| ...  |                     |                      |        |            |             |             |

### Couples
| Rang | Nom                                  | Pays               | Points | Prog. court | Prog. libre |
| ---- | ------------------------------------ | ------------------ | ------ | ----------- | ----------- |
| 1    | Larisa Seleznyova / Oleg Makarov     | Union soviétique   |        |             |             |
| 2    | Veronika Pershina / Marat Akbarov    | Union soviétique   |        |             |             |
| 3    | Elena Bechke / Valeri Kornienko      | Union soviétique   |        |             |             |
| 4    | Ekaterina Gordeeva / Sergueï Grinkov | Union soviétique   |        |             |             |
| 5    | Elena Kvitchenko / Rashid Kadyrkaev  | Union soviétique   |        |             |             |
| 6    | Yulia Bystrova / Alexander Tarasov   | Union soviétique   |        |             |             |
| 7    | Lyudmila Koblova / Andrei Kalitin    | Union soviétique   |        |             |             |
| 8    | Peggy Schwarz / Alexander König      | Allemagne de l'Est |        |             |             |
| 9    | Karen Courtland / Robert Daw         | États-Unis         |        |             |             |
| 10   | Svetlana Frantsuzova / Oleg Gorshkov | Union soviétique   |        |             |             |
| 11   | Irina Klimova / Yuri Kvashnin        | Union soviétique   |        |             |             |
| 12   | Galina Sorokina / Igor Guenko        | Union soviétique   |        |             |             |
| 13   | Danielle McGrath / Stephen Carr      | Australie          |        |             |             |

### Danse sur glace
| Rang | Nom                                   | Pays             | Points | Danse imposée | Danse originale | Danse libre |
| ---- | ------------------------------------- | ---------------- | ------ | ------------- | --------------- | ----------- |
| 1    | Natalia Bestemianova / Andreï Boukine | Union soviétique |        |               |                 |             |
| 2    | Marina Klimova / Sergueï Ponomarenko  | Union soviétique |        |               |                 |             |
| 3    | Natalia Annenko / Genrich Sretenski   | Union soviétique |        |               |                 |             |
| 4    | Maïa Oussova / Alexandre Jouline      | Union soviétique |        |               |                 |             |
| 5    | Olga Volozhinskaya / Alexander Svinin | Union soviétique |        |               |                 |             |
| 6    | Irina Zhuk / Oleg Petrov              | Union soviétique |        |               |                 |             |
| 7    | Kathrin Beck / Christoff Beck         | Autriche         |        |               |                 |             |
| 8    | Svetlana Liapina / Gorsha Sur         | Union soviétique |        |               |                 |             |
| 9    | Susan Wynne / Joseph Druar            | États-Unis       |        |               |                 |             |
| 10   | Isabelle Cousin / Martial Mette       | France           |        |               |                 |             |
| 11   | Kim Hanford / Julian LaLonde          | Canada           |        |               |                 |             |
| ...  |                                       |                  |        |               |                 |             |

## Source
- Prize of Moscou News 1985 sur wikipedia anglais